# Uragano Lane
L'uragano Lane è stato il nono uragano e il sesto più grande della stagione degli uragani del 2006. È stato il più violento uragano che abbia mai toccato la terraferma nel Messico dopo l'uragano Kenna del 2002.
Sviluppatosi il 13 settembre 2006 da una tempesta tropicale nel Messico meridionale, si è spostato in direzione nord-ovest parallelamente alla costa messicana, dopo aver costantemente aumentato la sua intensità a causa dell'attraversamento di zone favorevoli al suo sviluppo. Dopo aver virato in direzione nord-est, Lane approdò sulle coste di Sinaloa nel momento in cui i suoi venti raggiunsero la velocità di picco di 125 mph (205 km/h). Rapidamente si indebolì e si dissipò il 17 settembre, portando precipitazioni nelle regioni meridionali del Texas.
Lungo il suo percorso, Lane ha causato quattro morti e provocato danni moderati. Il danno maggiore è stato causato in Sinaloa, in particolare alle colture. In tutto il Messico, si stima che 4.320 case sono state colpite dall'uragano, con circa 248.000 persone coinvolte. Un moderato allagamento è stato segnalato ad Acapulco, causando smottamenti in alcune zone. I danni in tutto il Paese ammontano a 2,2 miliardi di dollari messicani, pari a 206 milioni di dollari statunitensi nel 2006 (circa 218 milioni di dollari statunitensi nel 2010).

## Storia meteorologica

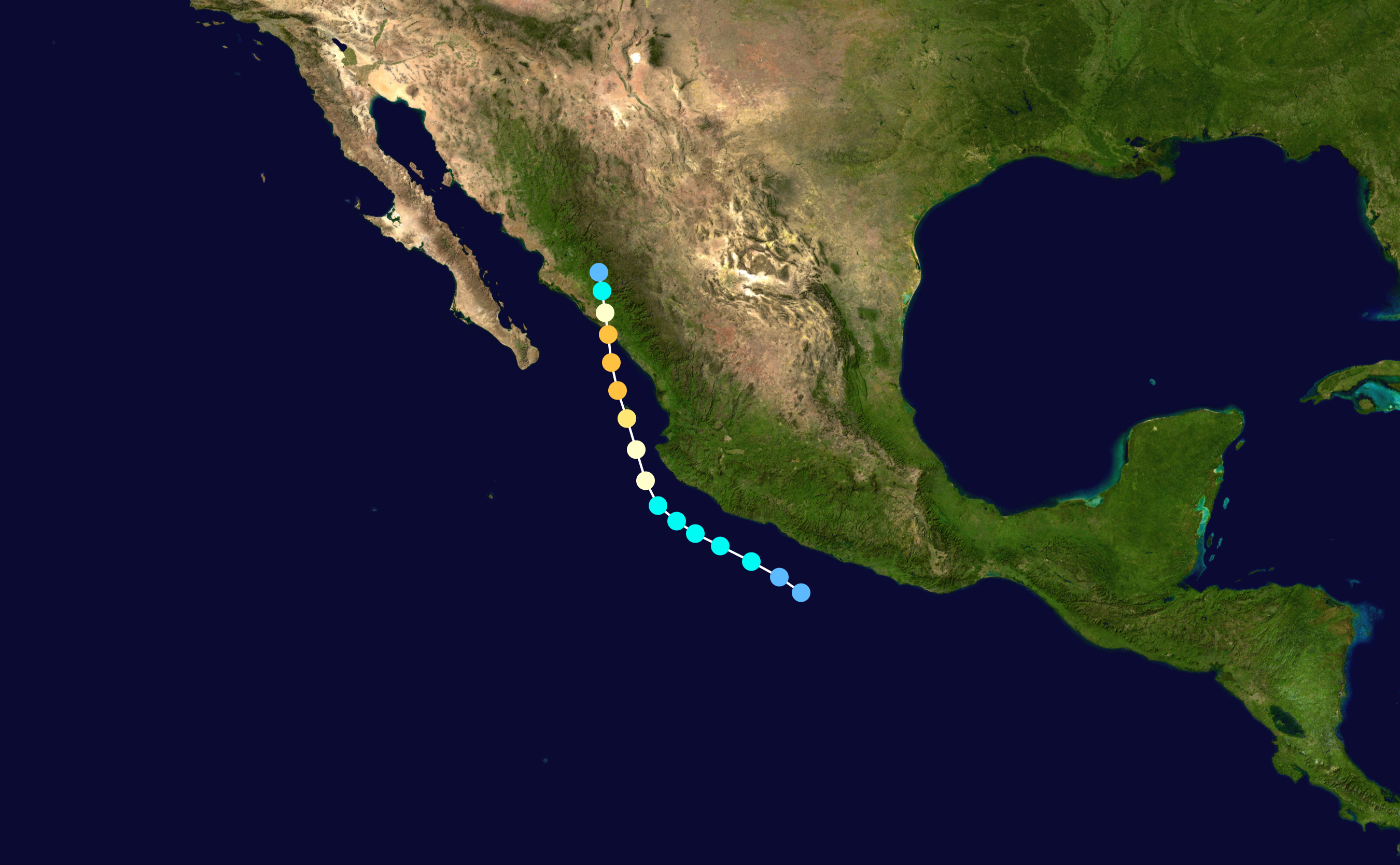
Il percorso dell'uragano

Il 31 agosto 2006 una tempesta tropicale prese il largo in direzione ovest dalle coste dell'Africa, raggiungendo l'Oceano Atlantico orientale il 10 settembre, muovendosi lentamente verso occidente senza svilupparsi ulteriormente.
Il 13 settembre un'area di convezione si sviluppò lungo l'asse del moto ondoso centinaia di km a sud dell'Istmo di Tehuantepec. Organizzandosi intorno ad un nucleo di sviluppo, diede luogo alla depressione tropicale Thirteen-E. Il sistema continuò ad organizzare e rafforzare la tempesta tropicale Lane nelle prime ore del 14 settembre, al largo delle coste messicane.